# Beers (Friesland)
Beers (officieel, Fries: Bears) is een dorp in de gemeente Leeuwarden, in de Nederlandse provincie Friesland. Beers ligt ten zuidwesten van de stad Leeuwarden tussen Jellum en Jorwerd ten noorden van de Jorwerdervaart. Twee kilometer naar het oosten loopt de Zwette. 
In 2023 telde Beers 125 inwoners.
Het dorp vormt met Jellum een tweelingdorp. De twee dorpen hebben samen een dorpsbelangenvereniging.

## Geschiedenis
Beers is ontstaan op een terp en was via de Jaanvaart ontsloten. Later werd Beers via twee wegen aan de Hegedyk ontsloten.
In 1275 werd de plaats vermeld als Berete, in 1329 als Berse, in 1335 als Biercse, in 1386 als Beerse, in 1429 als in Berse en in 1469 als Beers. De plaatsnaam wijst mogelijk naar een woonplaats, mogelijk omheind met een haag, die ineengevlochten was met doornstruiken en staken. Een andere mogelijke betekenis zou op stekelige stoppelvelden kunnen duiden.
Beers maakte deel uit van de gemeente Baarderadeel tot deze gemeente per 1 januari 1984 opging in de nieuwe gemeente Littenseradeel. In 1991 werd de officiële naam gewijzigd in het Friestalige Bears. Per 1 januari 2018 maakt Beers deel uit van de gemeente Leeuwarden.

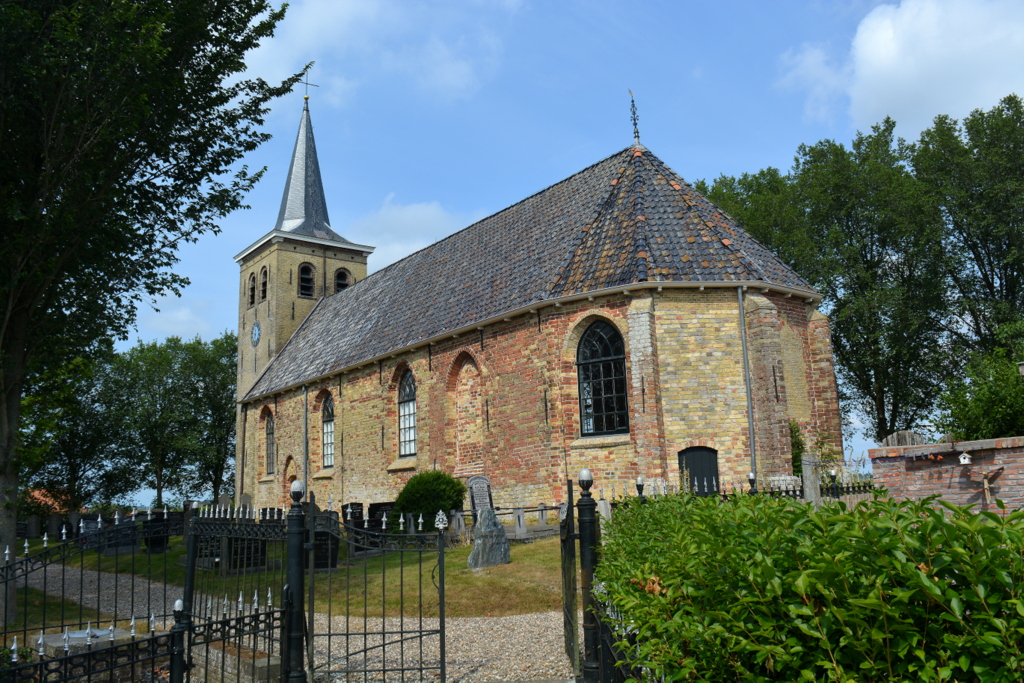
Mariakerk

## Kerk
De kerk van het dorp is de Mariakerk en dateert uit de 13e eeuw. De eenbeukige kerk met spitsboogvensters was oorspronkelijk gewijd aan Maria.

## State

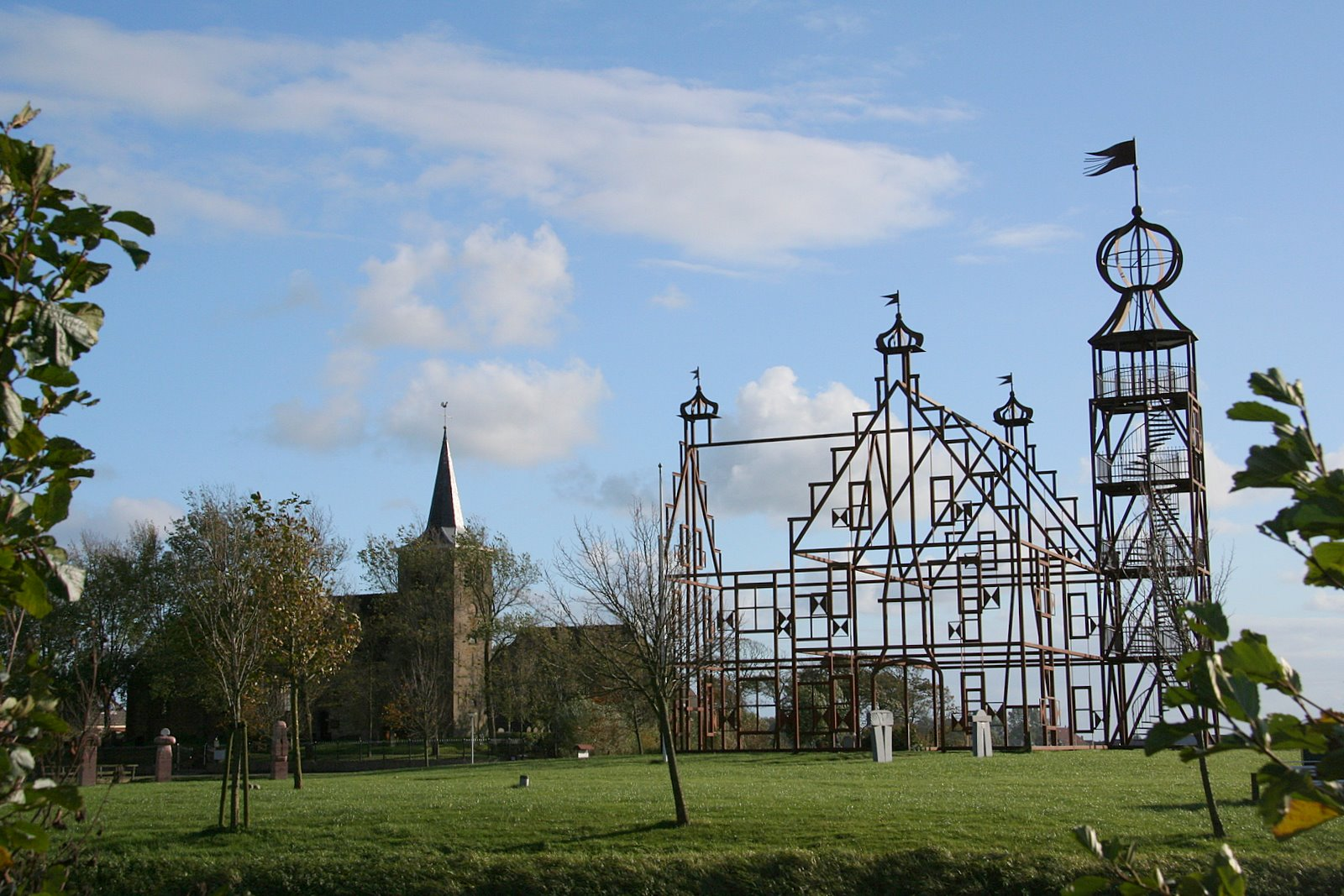
Uniastate

In het dorp ligt de zeventiende-eeuwse Stinspoort van de voormalige Uniastate. Deze is tevens een museum. De afgebroken state staat uitgebeeld via een staalconstructie.

## Treinstation
Van 1883 tot en met 1938 had het dorp een stopplaats (station Beers) aan de spoorlijn tussen Leeuwarden en Sneek.

## Sport
Samen met Jellum heeft Beers een kaatsvereniging de Twa Doarpen.

## Cultuur
Beers en Jellum hebben samen een toneelvereniging Nij Libben. In Beers staat het dorpshuis van het tweelingdorp, genaamd d’Ald Skoalle. De naam verwijst naar het feit dat het in een voormalige school uit 1865 is gevestigd,.

## Geboren in Beers
- Sibillus Catharinus Kylstra (1869-1950), Hervormd predikant en christen-anarchist.

## Openbaar vervoer
- Lijn 93: Sneek - Scharnegoutum - Deersum - Oosterwierum - Mantgum - Jorwerd - Weidum - Beers - Jellum - Boksum - Leeuwarden

Steden, dorpen en gehuchten: Aegum · Baard · Beers · Britsum · Cornjum · Finkum · Friens · Goutum · Grouw · Hempens · Hijlaard · Hijum · Huins · Idaard · Irnsum · Jellum · Jelsum · Jorwerd · Leeuwarden · Lekkum · Lions · Mantgum · Miedum · Oosterlittens · Oude Leije · Roordahuizum · Snakkerburen · Stiens · Swichum · Teerns · Warstiens · Wartena · Warga · Weidum · Wirdum · Wytgaard

Buurtschappen: Abbengawier · Angwier · Baardburen · Bartlehiem (deels) · Barrahuis · De Hem · Domwier · Fons · Groote Bontekoe · Gotum · Hezens · Horne · Hofland · Hoptille · Marwird · Midsburen · Naarderburen · Noordend · Oude Schouw (deels) · Poelhuizen · Rewerd (deels) · Schillaard · Schrins · Tichelwerk · Tjaard · Tjeintgum · Truurd · Tsienzerburen · Vensterburen · Vierhuis · Vrouwbuurtstermolen (deels) · Wammerd · Wiel · Wieuwens · Wilaard · Zuiderburen · Zuiderend

Voormalige buurtschappen: De Drie Romers · Hoek

Friesland: Steden en dorpen      Nederland: Provincies · Gemeenten